# Мыльный корень
Мы́льный ко́рень — корневища ряда растений, содержащие в большом количестве сапонины — вещества, раствор которых образует пену, похожую на мыльную. Получают мыльный корень от различных растений, в основном семейства Гвоздичные: мыльнянка лекарственная, качим метельчатый, колючелистник железистый.
Мыльный корень имеет множество применений. Из корней получают сапонины для технических и медицинских целей. Отвар мыльного корня используют при изготовлении инсектицидов. Отвар назначают для приёма внутрь как отхаркивающее средство. Также используется в качестве пенообразователя при производстве халвы. В старину мыльный корень использовали вместо мыла.